# Birgit Krantz
Birgit Krantz, född Hjertén 28 juli 1930 i Göteborg, död 8 januari 1998 i Stockholm, var en svensk arkitekt och professor vid Lunds universitet.

## Biografi
Birgit Krantz var dotter till civilingenjören Sven Hjertén och banktjänstemannen Elsa Reuterman. Hon avlade arkitektexamen 1956 vid Chalmers tekniska högskola i Göteborg och var därefter anställd på arkitektkontor i Göteborg 1955–1961, på Statens institut för byggnadsforskning i Stockholm 1962–1968 och i Gävle 1976–1978, och på A4 arkitektkontor i Stockholm 1968–1972. Från 1972 till 1976 var hon forskare vid avdelningen för byggnadsfunktionslära på Kungliga Tekniska högskolan i Stockholm och från 1978 till 1995 professor vid institutionen för byggnadsfunktionslära vid Lunds universitet. Åren 1979–1982 var hon även dekanus vid universitetets arkitektursektion.
Krantz var medlem i Svenska Arkitekters Riksförbund, i ArkitektFörbundet (ordförande 1975) samt åren 1991–1995 i Nordisk förening för arkitekturforskning.
Från 1954 till 1975 var hon gift med TV-producenten Lars Krantz.